# 沙河城镇
沙河城镇，是中华人民共和国河北省邢台市沙河市下辖的一个乡镇级行政单位。 区域面积29.85平方千米。

## 行政区划
沙河城镇下辖以下地区：
南街村、北街村、东赵庄村、西赵庄村、大赵庄村、北张庄村、十里铺村、端庄村、刘胡庄村、北关村、东九家村、九家铺村、新建村、东马庄村、西马庄村、留客村、东户村、西户村、洛阳东村、洛阳西村和洛阳北村。

## 交通
- 京广铁路：留客站